# 圣菲-德尔佩纳德斯
圣菲-德尔佩纳德斯，是西班牙加泰罗尼亚巴塞罗那省的一个市镇。总面积3平方公里，总人口378人（2013年），人口密度112人/平方公里。